# جون أوتو
جون أوتو (بالإنجليزية: John Otto)‏ هو سياسي أمريكي، ولد في 1948 في دايتون في الولايات المتحدة. حزبياً، نشط في الحزب الجمهوري. وقد انتخب عضو مجلس نواب تكساس.